# Хопман, Нелл
Элинор Мэри (Нелл) Хопман (англ. Eleanor Mary (Nell) Hopman, урожд. Холл, англ. Hall; 9 марта 1909, Куджи, Новый Южный Уэльс — 10 января 1968, Мельбурн) — австралийская теннисистка-любительница и спортивный администратор, жена Гарри Хопмана. Пятикратная победительница турниров Большого шлема в женском и смешанном парных разрядах, рыцарь ордена Британской империи (1962).

## Биография
Родилась в 1909 году в пригороде Сиднея Куджи. Вторая из трёх детей и единственная дочь местных уроженцев — клерка Чарльза Эрнеста Холла и Мейбл Гертруды Холл (урождённой Типпер). Получила воспитание в протестантских традициях, сохранив на всю жизнь убеждение в необходимости строгой дисциплины. Окончила Клермон-колледж в Рандвике (Сидней), где показывала особые успехи в теннисе и игре на фортепиано (которой самостоятельно занималась по шесть часов в день). Продолжила образование в Королевском колледже музыки в Лондоне под руководством Дж. Хью Макменамина, окончила колледж в 1928 году со степенью лиценциата и дипломом учителя музыки.
Музыка оставалась важной частью жизни Холл на протяжении всей жизни, но карьере в этой области она предпочла занятия теннисом, зарабатывая на жизнь как журналистка. В отличие от музыки, в теннисе она была самоучкой, её стиль игры сильно отличался от принятого (она в частности не меняла хватки, играя открытой и закрытой ракеткой), но в спортивном отношении её игра была достаточно эффективной. В 1930 году девушка выступала в Мельбурне с молодёжной командой Нового Южного Уэльса и обратила на себя внимание Гарри Хопмана, игрока сборной Австралии в Кубке Дэвиса. Он пригласил её выступить вместе в смешанном парном разряде взрослого чемпионата Австралии. Новая пара дошла в турнире до самого конца, завоевав чемпионский титул.
Нелл вышла замуж за Гарри Хопмана в марте 1934 года, после свадьбы перебравшись в Мельбурн, где он работал как спортивный репортёр в газете Herald and Weekly Times. На новом месте Нелл стала капитаном сборной штата Виктория, после этого не знавшей поражений на протяжении пяти лет. В 1935 году она отправилась вместе с Гарри в Англию, где тот должен был выступать в Кубке Дэвиса. Они записались в турнир смешанных пар и, несмотря на то, что не были посеяны, дошли до финала.
В 1936, 1937 и 1939 годах Нелл и Гарри вместе ещё трижды побеждали в турнире смешанных пар в чемпионате Австралии. В 1938 году ей был доверен пост капитана австралийской женской команды, которая провела 9 месяцев в турне по Европе и Северной Америке. В этой поездке, по воспоминаниям участниц, проявилась любовь Хопман к строгой дисциплине, но, как рассказывала ещё одна теннисистка Нэнси Уинн, Нелл вела себя очень лояльно к игрокам, если их поведение соответствовало её требованиям, и в остальном располагала к себе. 1939 год также стал наиболее успешным в одиночной карьере Нелл: за этот год она выиграла личный чемпионат штата Виктория и чемпионат Южной Австралии, а в национальном первенстве дошла до финала, где уступила Эмили Худ Уэстакотт. Эти успехи обеспечили ей делёжку первого места в национальном женском рейтинге с Уэстакотт по итогам года. На следующий год Хопман стала чемпионкой Австралии на хардовых кортах в одиночном и парном разрядах.
Годы Второй мировой войны Хопман провела в качестве секретарши начальника британского военного представительства в Австралии и волонтёр Красного Креста. В конце войны она возобновила выступления и выиграла чемпионат штата в женских парах в 1945 году, а в 1947 году во второй раз за карьеру дошла до финала национального первенства в одиночном разряде. Вместе с Нэнси Уинн они затем совершили турне по Европе и Америке, деньги на которое Хопман зарабатывала как журналистка. В том же году она была избрана членом правления Ассоциации лаун-тенниса Австралии (LTAA), став первой женщиной в руководстве этой организации. В 1949 и 1950 годах она дважды выиграла чемпионат Южной Австралии в одиночном разряде, а в 1951 году — чемпионат штата Виктория в женских парах.
В дальнейшем Хопман активно занималась развитием австралийского тенниса как администратор. По её инициативе LTAA организовала турне по Австралии двух ведущих американских теннисисток Луизы Браф и Дорис Харт в 1950 году и Морин Коннолли в 1952/53 годах. С 1952 по 1954 год по контракту с Ассоциациями лаун-тенниса Соединённых Штатов и Южной Калифорнии Хопман сопровождала Коннолли как компаньонка-шаперон и в 1954 году выступила в паре с ней в чемпионате Франции, где они завоевали чемпионский титул. Она также организовала кампанию за развитие женского тенниса в Австралии, которую поддержали многочисленные спортивные журналистки, и в 1955 году добилась первой за много лет поездки австралийской женской команды за рубеж.
В 1961 году Хопман было поручено сопровождать отправлявшуюся в очередное зарубежное турне команду австралийских девушек, в которую входили Маргарет Смит, Лесли Тёрнер и Мэри Картер Рейтано. Перед турне она пообещала руководству LTAA, что оно не станет убыточным, и в самом деле завершила его с положительным финансовым балансом, однако одновременно испортила отношения с молодыми теннисистками, которые считали, что она ведёт себя по отношению к ним, как тюремный надзиратель, заставляет работать сверх необходимого и не обеспечивает им нормального проживания и питания. В результате в 1962 году Смит отказалась участвовать в аналогичном турне, если с командой снова отправят Хопман.
В 1962 году Хопман сумела убедить Международную федерацию тенниса организовать регулярный турнир женских национальных сборных по образцу Кубка Дэвиса. Первый розыгрыш нового турнира, проходящего под названием «Кубок Федерации», состоялся в 1963 году, а спустя два года его впервые приняла Австралия. Заслуги Хопман в области развития тенниса были отмечены в 1962 году производством в рыцари ордена Британской империи.
В 1965 году у Хопман начались сильные головные боли, и на следующий год она перенесла операцию по удалению опухоли в мозгу. Она на некоторое время возобновила выполнение административных обязанностей, но её здоровье так и не восстановилось, и она скончалась в январе 1968 года в Хоторне от рака головного мозга.

## Финалы турниров Большого шлема за карьеру

### Одиночный разряд (0-2)
| Результат | Год  | Турнир              | Покрытие | Соперница в финале  | Счёт в финале |
| --------- | ---- | ------------------- | -------- | ------------------- | ------------- |
| Поражение | 1939 | Чемпионат Австралии | Трава    | Эмили Худ Уэстакотт | 1-6 2-6       |
| Поражение | 1947 | Чемпионат Австралии | Трава    | Нэнси Уинн Болтон   | 3-6 2-6       |

### Женский парный разряд (1-3)
| Результат | Год  | Турнир              | Покрытие | Партнёрша           | Соперницы в финале             | Счёт в финале |
| --------- | ---- | ------------------- | -------- | ------------------- | ------------------------------ | ------------- |
| Поражение | 1935 | Чемпионат Австралии | Трава    | Луи Бикертон        | Эвелин Дирман Нэнси Лайл       | 3-6 4-6       |
| Поражение | 1937 | Чемпионат Австралии | Трава    | Эмили Худ Уэстакотт | Тельма Койн Нэнси Уинн         | 2-6 2-6       |
| Победа    | 1954 | Чемпионат Франции   | Грунт    | Морин Коннолли      | Мод Гальтье Сюзанн Шмитт       | 7-5 4-6 6-0   |
| Поражение | 1955 | Чемпионат Австралии | Трава    | Гвен Тил            | Мэри Бевис-Хотон Берил Пенроуз | 5-7 1-6       |

### Смешанный парный разряд (4-2)
| Результат | Год  | Турнир                  | Покрытие | Партнёр      | Соперники в финале                   | Счёт в финале |
| --------- | ---- | ----------------------- | -------- | ------------ | ------------------------------------ | ------------- |
| Победа    | 1930 | Чемпионат Австралии     | Трава    | Гарри Хопман | Марджори Кокс Кроуфорд Джек Кроуфорд | 11-9 3-6 6-3  |
| Поражение | 1935 | Уимблдонский турнир     | Трава    | Гарри Хопман | Дороти Раунд Фред Перри              | 5-7 6-4 2-6   |
| Победа    | 1936 | Чемпионат Австралии (2) | Трава    | Гарри Хопман | Мэй Блик Эйб Кей                     | 6-2 6-0       |
| Победа    | 1937 | Чемпионат Австралии (3) | Трава    | Гарри Хопман | Дороти Стивенсон Дон Тернбулл        | 3-6 6-3 6-2   |
| Победа    | 1939 | Чемпионат Австралии (4) | Трава    | Гарри Хопман | Маргарет Уилсон Джон Бромвич         | 6-8 6-2 6-3   |
| Поражение | 1940 | Чемпионат Австралии     | Трава    | Гарри Хопман | Нэнси Уинн Колин Лонг                | 5-7 6-2 4-6   |